# مدارگزینی
سوئیچینگ مدار یا مدارگزینی روشی برای پیاده‌سازی شبکه مخابراتی است که در آن دو گره شبکه قبل از برقراری ارتباط گره‌ها، یک کانال ارتباطی (مدار) اختصاصی را از طریق شبکه ایجاد می‌کنند. مدار پهنای‌باند کاملی را برای کانال تضمین می‌کند و اتصال در نشست ارتباطی را حذف می‌کند. عملکرد مدار به گونه ای است که گره‌های شبکه به صورت فیزیکی به مدار الکتریکی متصل باشند. سوئیچینگ مدار با سوئیچینگ پیام و سوئیچینگ بسته در تضاد است.

## توضیح
مثالی بارز برای شبکه سوئیچ مدار، شبکه تلفنی آنالوگ اولیه است. هنگامی که از یک تلفن به تلفن دیگر تماسی گرفته می‌شود، سوئیچ‌های موجود در مراکز تلفنی تا زمانی که مکالمه طول می‌کشد یک ارتباط سیمی ممتد بین دو تلفن برقرار می‌کنند.
در سوئیچینگ مدار، تأخیر بیت در حین اتصال ثابت است (برخلاف سوئیچینگ بسته، که صف‌های بسته ممکن است باعث ایجاد تاخیرهای مختلف انتقال و با پتانسیل تأخیر نامحدود طولانی شود). هیچ مداری توسط کاربران متعارض تخریب نمی‌شود زیرا تا زمانی که مدار آزاد شود و اتصال جدید برقرار شود، از تماس‌های دیگر محافظت می‌شود. حتی اگر هیچ ارتباط واقعی انجام نشده باشد، کانال همچنان در برابر کاربران رقیب محافظت می‌شود.
در حالی که از سوئیچینگ مدار معمولاً برای اتصال مدارهای صوتی استفاده می‌شود، مفهوم یک مسیر اختصاصی که بین دو طرف یا گره ارتباط برقرار است را می‌توان به سیگنال محتوای غیر از صدا گسترش داد. مزیت استفاده از سوئیچینگ مدار این است که امکان انتقال مداوم و بدون سرانه کلی مربوط به بسته‌ها را فراهم می‌کند و حداکثر استفاده را از پهنای‌باند موجود می‌برد. یک نقطه ضعف این است که می‌تواند نسبتاً غیر بهینه باشد زیرا ظرفیت استفاده نشده تضمین شده پهنای‌باند برای اتصال توسط سایر اتصالات موجود در همان شبکه قابل استفاده نمی‌باشد. بعلاوه، تماسها پابرجا و مقرر نیستند یا در صورت خرابی مدار قطع می‌شوند.

## تماس
برای تنظیم و کنترل تماس (و سایر اهداف اداری)، می‌توان از یک کانال سیگنالینگ اختصاصی از گره انتهایی به شبکه استفاده کرد. ISDN یکی از این سرویس هاست که از یک کانال سیگنالی جداگانه استفاده می‌کند در حالی که سرویس‌های تلفن قدیمی (POTS) این کار را نمی‌کند.
روش برقراری اتصال و نظارت بر پیشرفت و خاتمه آن از طریق شبکه همچنین می‌تواند از یک کانال کنترل جداگانه استفاده کند مانند ارتباط بین مراکز تلفن که از پروتکل بسته سوئیچ به نام CCS7 برای برقراری ارتباط تنظیم اطلاعات و کنترل تماس از TDM استفاده می‌کنند. برای انتقال داده‌های واقعی در مدار.
مبادلات تلفنی اولیه نمونه‌های مناسبی از سوئیچینگ مدار بودند. مشترک از اپراتور می‌خواست که چه در همان م مبدل ویا چه از طریق لینک بین مبادله و اپراتور دیگر به مشترک دیگری متصل شود. نتیجه نهایی یک اتصال الکتریکی فیزیکی بین تلفن‌های دو مشترک در طول مدت زمان مکالمه طرفین بود. نمی‌توان از سیم مسی استفاده شده برای اتصال همزمان برای برقراری تماس‌های دیگر استفاده کرد، حتی اگر مشترکان در واقع صحبت نمی‌کردند و خط بی صدا بود.

## جایگزین‌ها
در سوئیچینگ مدار، یک مسیر و پهنای‌باند اختصاصی مربوط به آن از مبدأ به مقصد رزرو می‌شود و باعث می‌شود سوئیچینگ مدار نسبتاً ناکارآمد است تا هنگامی که ظرفیت مدار رزرو شده باشد یا نه اتصالات به صورت متداوم در حال استفاده شدن هستند. سوئیچینگ مدار با سوئیچینگ پیام و سوئیچینگ بسته در کاملاً متفاوت است و در تضاد است. هر دوی این روش‌ها می‌توانند از پهنای‌باند شبکه موجود بین نشست‌های ارتباطی متعدد تحت شرایط معمول در شبکه‌های ارتباطی داده استفاده بهتر و بهینه تری بگیرند.
سوییچینگ پیام به‌طور کامل مسیرهای پیام را ارسال می‌کند، هر بار با یک خم، یعنی ذخیره و انتقال کل پیام. سوئیچینگ بسته داده‌های منتقل شده به بسته‌های منتقل شده از طریق شبکه را به‌طور مستقل و جداگانه تقسیم می‌کند. پیوندهای شبکه به‌جای اختصاص همزمان به یک نشست ارتباطی، توسط بسته‌های مختلف نشست‌های ارتباطی رقیب به اشتراک گذاشته می‌شوند و در نتیجه کیفیت خدمات تضمین شده توسط سوئیچینگ مدار از بین می‌رود.
سوئیچینگ بسته می‌تواند مبتنی بر ارتباطات اتصال محور یا ارتباطات بدون اتصال باشد، یعنی براساس مدارهای مجازی یا نمودارهای داده‌ای.
مدارهای مجازی از فناوری سوئیچینگ بسته استفاده می‌کنند که در آن شبیه‌سازی مدار تقلید می‌شود، به این معنا که اتصال قبل از انتقال بسته‌ها برقرار شده و بسته‌ها به ترتیب تحویل مقصد داده می‌شوند.
تسهیم اتصالات مخابراتی متعدد در طول هادی فیزیکی یکسان برای مدت طولانی امکان‌پذیر بوده‌است، اما هر یک از کانال بر روی لینک تسهیم یا به یک تماس در یک زمان اختصاص داده شده بود، یا آن را بین تماس‌ها بدون استفاده بود.

## نمونه‌هایی از شبکه‌های مدار سوئیچ شده
- شبکه تلفن سوئیچ عمومی (PSTN)
- کانال B ISDN
- خدمات مدار سوئیچ شده مدار (CSD) و سرعت بالا مدار مدار سوئیچ شده داده (HSCSD) در سیستم‌های تلفن همراه مانند GSM
- دیتاکیت
- X.21 (در شبکه داده‌های سوئیچ مدار DATEX-L آلمان و اسکاندیناوی DATEX استفاده می‌شود)
- شبکه مش نوری